# La Robe blanche (film)
Pour les articles homonymes, voir La Robe blanche (roman).
La Robe blanche est un film muet français réalisé par Louis Feuillade et sorti en 1913.

## Fiche technique
- Réalisation et scénario : Louis Feuillade
- Société de production : Société des Établissements L. Gaumont
- Format : Muet - Noir et blanc - 1,33:1 - 35 mm
- Métrage : 895 m
- Genre : Court métrage
- Date de sortie : 
  - France : 15 octobre 1913

## Distribution
- René Navarre : Le Comte de Ganges
- André Luguet : son fils
- Renée Carl : Mme Bonjean
- Luitz-Morat : le docteur
- Fabienne Fabrèges : Lucette Bonjean
- Thérèse Soria : Mlle d'Arcize